# ヘンドンFC
ヘンドン・フットボール・クラブ（Hendon Football Club）はイングランド、ロンドン、バーネット・ロンドン特別区内、ヘンドンを本拠地とするサッカークラブチームである。2008-2009シーズンはイスミアンリーグ・プレミアディヴィジョン（7部相当）に所属。

## 歴史
1905年にハンプステッド・タウンFC（Hampsted Town F.C.）として創立。その後、ゴールダーズ・グリーンFC（Golders Green F.C.）を経て、現在のヘンドンFCとなった。

## クラブ各種記録
一試合最多観客動員数
- 9,000人 ノーサンプトン・タウン FAカップ1回戦 1952

一試合最多得点勝利試合
- 13-1 vs ウィンゲート ミドルセックス・シニアカップ 1957.2.2

一試合最多失点敗戦試合
- 2-11 vs ウォルサムストー・アベニュー アセニアンリーグ

## タイトル

### 国内タイトル
- FAアマチュアカップ:3回

1959-1960,1967-1965,1971-1972
- イスミアンリーグ:2回

1964-1965,1972-1973
- イスミアンリーグカップ:1回

1976-1977
- アセニアンリーグ:3回

1952-1953,1955-1956,1960-1961
- フルメンバーズカップ:3回

1994-1995,1997-1998,1998-1999
- ロンドン・シニアカップ:2回

1963-1964,1968-1969
- ミドルセックス・シニアカップ:15回

1933-1934,1938-1939,1955-1956,1957-1958,1959-1960
1964-1965,1966-1967,1971-1972,1972-1973,1973-1974
1985-1986,1998-1999,2001-2002,2002-2003,2003-2004
- ミドルセックスリーグ:2回

1912-1913,1913-1914
- ロンドンリーグ・ディヴィジョン1:1回

1912-1913
- ロンドン・アマチュアディヴィジョン:1回

1913-1914
- フィンチレー&ディストリクトリーグ:1回

1910-1911
- ミドルセックス・インターメディテイトカップ:3回

1964-1965,1966-1967,1972-1973

### 国際タイトル
- ヨーロピアン・アマチュア:1回

1972-1973